# Мелітурга булавовуса
Мелітурга булавовуса (Melitturga clavicornis) — вид комах з родини Andrenidae. Важливий запилювач бобових рослин, в тому числі сільськогосподарських, таких як люцерна, конюшина.

## Морфологічні ознаки
Самиця: довжина тіла 13–15 мм. Тіло чорне, крила коричнюваті. Наличник жовтий; 2–5 членики лапок всіх ніг світло-червоні; зад-ні гомілки та 1 членик лапок звичайно червоно-коричневі. Голова та груди в досить коротких, більш менш густих жовто-коричневих волосках, груди зверху в яскравіших, іржаво-коричнюватих. Гомілкова сумка коротка і рідка; 1–2 тергуми в рідких коротких жовтуватих або сірувато-жовтих волосках, 2–4 на боках у коротких густих жовтуватих, 5 тергум на вершині в довгих густих іржаво-жовтих волосках; 6 в іржаво-червоному опушенні. Самець: довжина тіла 13–15 мм. Голова спереду округла, очі дуже великі, вгорі відстань між ними майже втричі вужча від ширини ока. Наличник опуклий, видовжений. Вусики короткі булавоподібні. Колір тіла майже такий, як у самиці. Наличник, верх я губа, вершинна частина налобника, рукоятки вусиків спереду та джгутик вусика знизу жовтого кольору. Тіло в досить густому опушенні; голова та груди зверху в коротких, боки грудей та черевце в довгих жовто-червонуватих чи жовто-коричневих, або жовтувато-сірих волосках.

## Поширення
Поширений від півдня Європи на північ до Балтики, також зустрічається у Передкавказзі та Закавказзі, Середній та Малій Азії, на півдні Сибіру, в Ірані, на схід до Монголії та Китаю. 
В Україні поширений в степовій та лісостеповій зонах. Є лише поодинокі знахідки на Поліссі. Відсутній в гірських районах.

## Особливості біології
Антофіл, досить тісно пов'язаний з бобовими, особливо з квітками люцерни. Літає з початку червня до початку серпня. Самиці будують підземні гнізда поодиноко, переважно на ділянках з розрідженим травостоєм. Комірки еліпсоподібної форми розташовуються на глибіні 20–35 см. Всередині комірки формується пилкова куля, на яку відкладається яйце.

## Загрози та охорона
Основними факторами, що призводять до зниження чисельності, є значне скорочення місць, придатних для гніздування та збору корму, знищення гнізд під час оранки полів, луків або скошування рослин та загибель дорослих особин при обробках полів пестицидами.
Охороняється в степових ПЗ. Необхідно створити заказники в інших місцях мешкання виду та охороняти його кормові рослини.